# اندیس تمام ده
تمام ده یک اندیس فلزی است که در حوالی شهر نهبندان استان سیستان و بلوچستان قرار دارد و مادهٔ معدنی موجود در آن، منیزیت است.  